# Yongzheng
Yongzheng (Hanzi:雍正, Mantsjoe: Aisin-Gioro In Jen) (13 december 1678 - Peking, 8 oktober 1735) was van 1722 tot 1735 keizer van China. Hij was de vierde overlevende zoon van de keizer Kangxi. Zijn politiek is gekenmerkt door bezuinigingen en efficiëntie. De regering van keizer Yongzheng (samen met die van de voorafgaande en de volgende keizer) behoorde tot de bloeiperiode van de Qing-dynastie. Zijn harde werken, vergiftiging of zelfmedicatie leidde tot zijn vroege dood.

## Biografie
Yongzheng's geboortenaam was Yin Zhen. Zijn moeder was een concubine van de Mantsjoe (Ulanara stam); zij kreeg na haar dood de geëerde titel keizerin Xiao Gong Ren. Hij kreeg een harde opvoeding, niet alleen in, maar ook buiten het paleis. In 1689 was hij een van de legeraanvoerders tegen de Mongoolse Galdan. In 1704 was China het toneel van geweldige overstromingen van de grote rivieren. Yongzheng was verantwoordelijk voor de wederopbouw.
In 1712 liet Kangxi de kroonprins als opvolger vallen. Er werd geen nieuwe troonopvolger aangewezen. Daardoor ontstond competitie tussen de vier overige kandidaten, maar op 44-jarige leeftijd volgde Yin Zhen zijn vader op en nam de titel Yongzheng aan. Historici vermoeden dat hij door een staatsgreep aan de macht gekomen is, maar het is tamelijk duister hoe het precies in zijn werk ging. Met het edict ter weerlegging van het boek "Ontwaken uit een waan" van de dissidente geleerde Lü Liuliang, heeft keizer Yongzheng kritiek op zijn troonopvolging willen weerleggen. Dit edict werd in een voor die tijd grote oplage gedrukt en over geheel China verspreid. Yongzheng benoemde een aantal van zijn (half)broers in de regering; twee broers zaten opgesloten en stierven in 1727 in de gevangenis.
De nieuwe keizer vermeed het contact met buitenlanders in China en hij paste, in tegenstelling tot zijn voorganger Kangxi, een strenge politiek van isolationisme toe. Vanwege de Ritenstrijd was het de Jezuïten verboden nog langer het christendom te prediken, iets dat sinds 1692 onder zijn voorganger was toegestaan. Yongzheng was mening dat ieder op zijn eigen wijze de hemel moest dienen en eer bewijzen.
In 1727 sloot hij met Rusland het Verdrag van Kjachta. In 1729 beperkte hij de opiumgebruik en vocht tegen de Dzjoengaren. In 1733 stelde hij de Grote Raad in, dat hem van advies moest dienen. Zijn regering stond bekend om het uitgebreide spionagenetwerk dat toen ingesteld werd. Hierdoor kon de keizer persoonlijk op de hoogte gehouden worden van alle dingen die er in het rijk gebeurden. 
Yongzheng had de zaken zo georganiseerd dat zijn troonopvolger Qianlong minder problemen zou hebben als het zover was. Hij droeg een zoon op om zelfmoord te plegen en zorgde ervoor dat er bewijzen waren wie hij als zijn opvolger zag. 

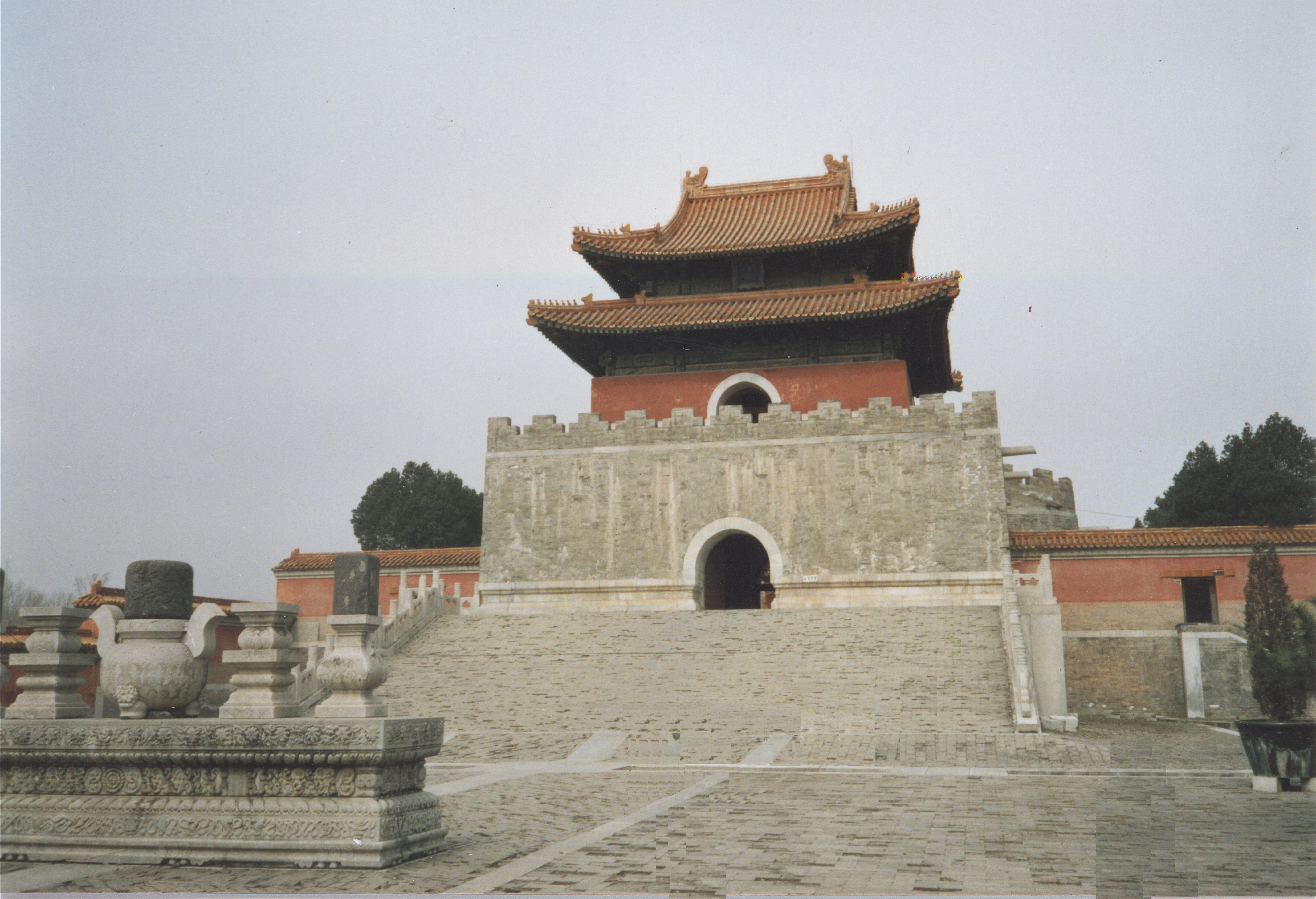
Mausoleum in Hebei

In tegenstelling tot zijn vader en grootvader liet hij het (Tailing) mausoleum (1737) bouwen in de provincie Hebei, ten oosten van Peking. De voorafgaande keizers lieten hun mausoleums bouwen ten westen van de hoofdstad.

## Harem
- Keizerin Xiao Jing Xian (? - 1731) kwam van de Mantsjoe Ulanara stam.
- Keizerin Xiao Sheng Xian (1692 - 1777) kwam van de Mantsjoe Niuhuru stam.
- Keizerlijke gemalin Dun Su (? - 1726) kwam van de Han Chinese Nian stam. Zij was de jongere zuster van Nian Gengyao die in 1726 ter dood werd veroordeeld vanwege zijn samenwerking met enige van keizer Yongzheng's jongere broers die hem van de troon wilden stoten.
- Keizerlijke gemalin Chun Yi (1689 - 1784) kwam van de Chinese Geng stam.
- Gemalin Qian (1713 - 1767).
- Gemalin Ning.

## Kinderen
- Hong Shi
- Hong Li
- Hong Shi
- Hong Zhan